# Sebastiano Venier
Sebastiano Venier, o Veniero (in veneziano Sebastian Venier) (Venezia, 1496 circa – Venezia, 3 marzo 1578), è stato un politico e militare veneziano, fu l'86º doge della Repubblica di Venezia dall'11 giugno 1577 alla morte.

## Biografia

### Infanzia ed educazione

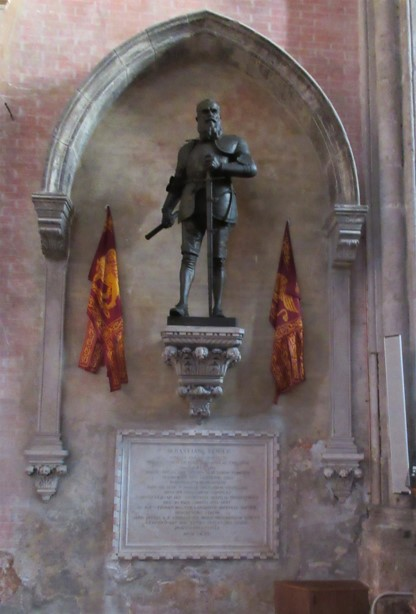
Monumento a Sebastiano Venier nella chiesa di San Giovanni e Paolo

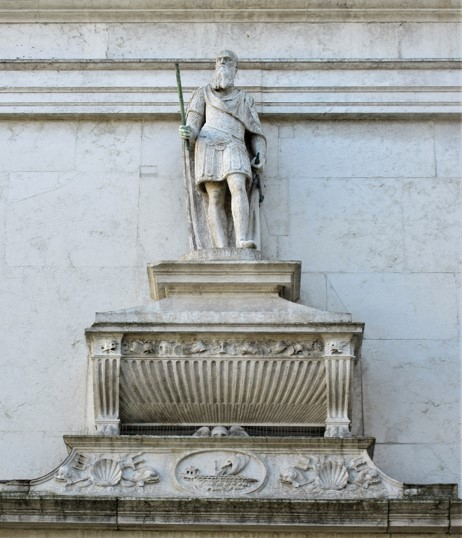
Sebastiano Venier, Chiesa Santa Maria Formosa

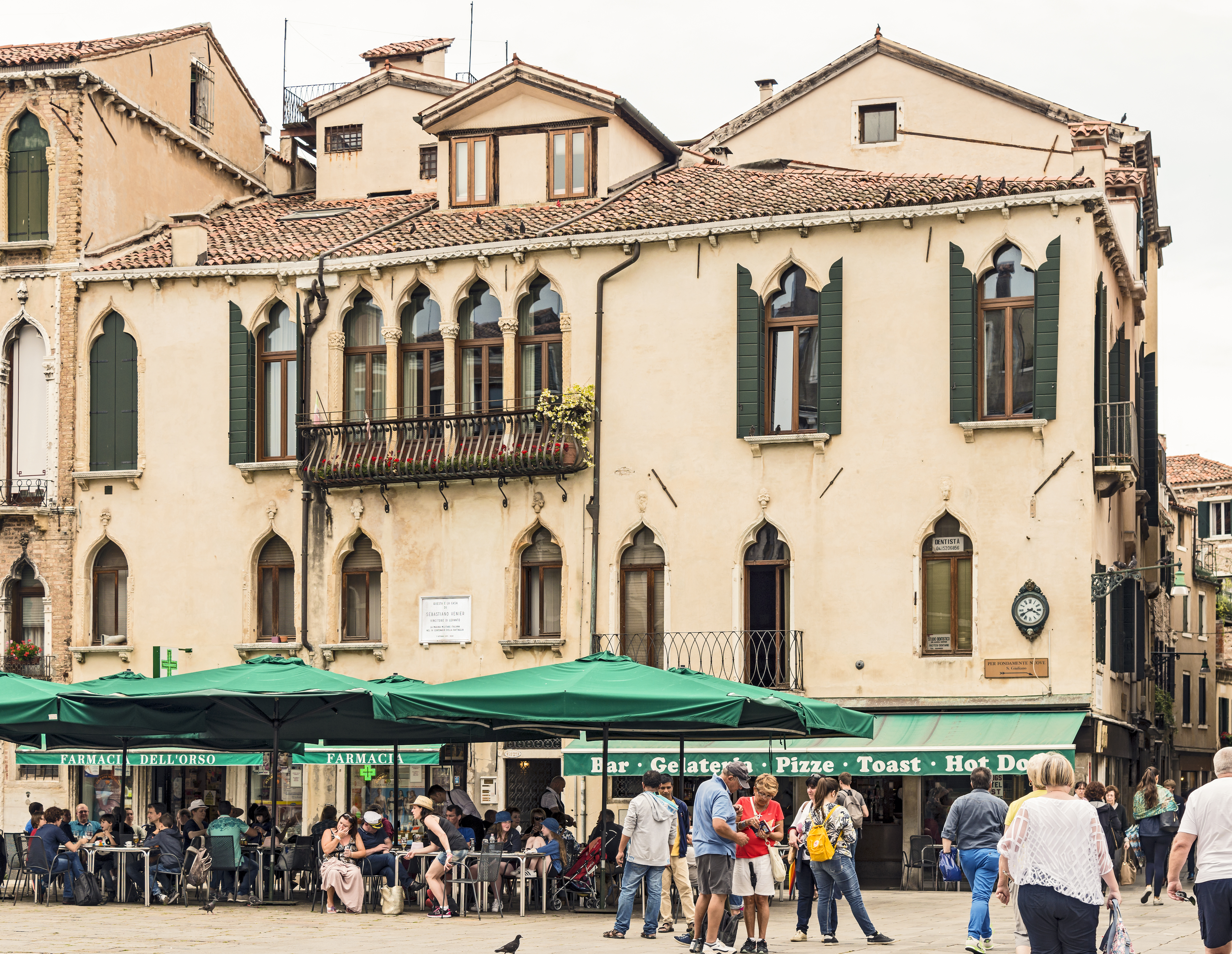
La casa di Venier a Venezia, con lapide commemorativa.

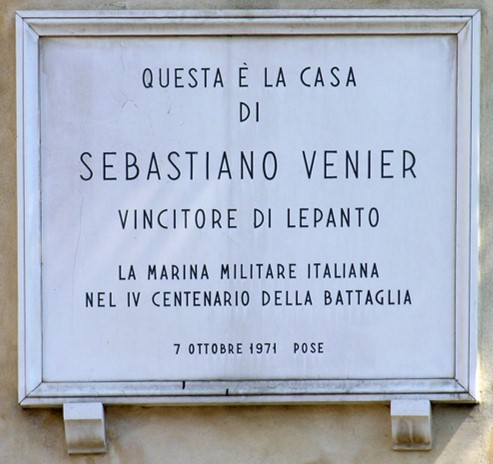
Casa di Sebastiano Venier a Venezia in Campo Santa Maria Formosa

Figlio di Mosè Venier ed Elena Donà, era sano e robusto, ed esprimeva un ingegno notevole, sebbene fosse di indole furiosa e violenta; possedeva un eloquio efficace e variegato e, pur non possedendo laurea dottorale, operò come avvocato fin da giovanissimo, dimostrando di essere un giurista piuttosto abile.

### Matrimonio
Il 3 giugno 1544, nella chiesa di Santa Maria degli Angeli a Murano, sposò Cecilia Contarini di Natale, che gli diede una figlia, Elena, la quale si andò ad aggiungere agli altri due figli, Filippo e Marco Veniero de Candia, avuti da rapporti illegittimi.

### Carriera militare e ducato
Quattro anni dopo divenne un amministratore del governo della Repubblica di Venezia e governatore e duca di Candia, dove rimase fino all'11 gennaio 1551.
Fu inoltre capitano a Brescia nel 1561, e podestà a Verona dal 1566 al 1568.
Nel settembre 1562 fu eletto Savio Grande della Repubblica.
Nel 1570 divenne prima Procuratore di San Marco; poi, a marzo, provveditore di Corfù; il 17 giugno, provveditore generale di Cipro; infine, il 13 dicembre, Capitano General da mar della flotta di Venezia, impegnata nella nuova guerra contro i Turchi ottomani, sostituendo il predecessore Girolamo Zane.

### Battaglia di Lepanto
Nel 1571 fu uno dei protagonisti della battaglia di Lepanto, che vide le forze della Lega Santa infliggere una pesante sconfitta ai Turchi.
Comandò le forze di Venezia dal ponte della Capitana, la quale stazionava al centro della flotta, subito alla sinistra della Real di don Giovanni d'Austria.
Sebbene avesse allora già settantacinque anni, Venier prese parte in prima persona al combattimento, uccidendo numerosi Turchi a colpi di balestra che un aiutante gli ricaricava, poiché le sue braccia non avevano più sufficiente forza.
Fu anche ferito a un piede da una freccia, che si strappò via da solo. Calzava pantofole invece di stivali, perché a suo parere facevano miglior presa sul ponte bagnato della nave; tuttavia sembra che la vera motivazione fosse il fatto che soffrisse di calli o di gotta, e gli stivali gli dolevano maggiormente delle pantofole.
Dopo la battaglia, don Giovanni d'Austria fece pressioni su Venezia perché Venier fosse destituito: i due non avevano mai instaurato un buon rapporto ed il 31 gennaio 1572 il doge scrisse a Venier che sarebbe stato affiancato da un secondo capitano generale, ancora da eleggere; la scelta ricadde in seguito su Jacopo Foscarini, al tempo provveditore generale in Dalmazia.

### Dogado
Dopo la pace, Sebastiano Venier tornò a Venezia con l'aura del vincitore e l'11 giugno 1577 fu eletto Doge all'unanimità. Il 20 dicembre 1577 un violento incendio demolì alcune parti del Palazzo Ducale, distruggendo opere di inestimabile valore ivi contenute.

### Morte
Morì il 3 marzo 1578 e fu sepolto nella chiesa di Santa Maria degli Angeli a Murano; nel 1907 le sue spoglie vennero ricollocate nella Basilica dei Santi Giovanni e Paolo, nel sestiere di Castello.

## Curiosità
- Alcuni discendenti del doge, vissuti nel Settecento, sono i personaggi effigiati dal pittore Pietro Longhi nell'opera Ritratto di famiglia veneziana. In essa appare anche, appeso alla parete, un ritratto del doge.[senza fonte]